# Wyścigowcy
Wyścigowcy – amerykański dramat w reżyserii Roberta Rodrigueza z roku 1994.

## Obsada
- David Arquette - Dude Delaney
- Salma Hayek - Donna
- William Sadler - Sarge
- John Hawkes - Nixer
- O'Neal Compton - J.T.
- Jason Wiles - Teddy Leather